# Worry Will Vanish Horizon

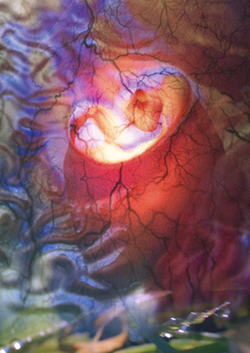
Worry Will Vanish Horizon, Filmstill

Worry Will Vanish Horizon (2014) ist eine Audio-Video-Installation der Schweizer Videokünstlerin Pipilotti Rist aus dem Jahr 2014.

## Beschreibung
Die multisensorische, räumliche Audio-Video-Installation aus dem Jahr 2014 wird über Eck auf zwei Wände projiziert, davor liegt Teppichboden, auf dem sich Bettdecken befinden. Das Video dauert 10 Minuten, 25 Sekunden und wird im Loop abgespielt. Die Masse sind variabel.
Die Musik stammt von Anders Guggisberg.
Wichtigstes Merkmal dieser Audio-Video-Installation ist die Bildsprache: Gezeigt werden Bewegungen durch das Innere eines Körpers, in das gefilmte Aussenansichten – etwa Naturmotive in leuchtenden Farben – integriert werden. So tauchen die Betrachtenden in ein digital animiertes Körperbild ein, Aussensicht und Innensicht des Körpers verfliessen. Die raumfüllende Grösse der bewegten Bilder, die Abfolge verschiedener Einstellungsgrössen von extremen Grossaufnahmen bis hin zu kosmischen Ansichten und die rhythmische Komposition erleichtern die Integration in das Körperschema der Betrachtenden. Der ruhige Rhythmus von Klang und Bild steht in Korrelation mit körperlichen Vorgängen wie dem Herzschlag, der Verdauung und der Atmung. Die Bewegung wurde mit einer langsamen Achterbahnfahrt verglichen, weil die Kamera gelegentlich an die Körperoberfläche gelangt und dann wieder in den Körper fährt. Blutfluss verwandelt sich in Meereswellen, Haut wird zu Blättern.
Aufnahmen eines nackten Körpers, der im Universum zu schweben scheint, begünstigen die Identifikation der Betrachtenden mit dem Filmgeschehen.
Zugleich wird eine kollektive Erfahrung des Kunstwerks im Raum ermöglicht: Der weiche Teppich lädt zu einer entspannten, waagrechten Position ein und erlaubt neben der Aufnahme audiovisueller Eindrücke auch die Verbindung des Wahrgenommenen mit dem eigenen Körper. Das Publikum wird aufgefordert, vor dem Betreten des Teppichs die Schuhe auszuziehen, ein Hinweis auf den partizipatorischen Charakter der Installation: Ein in der Aussenwelt unübliches Verhalten wird eingefordert.

## Herstellung

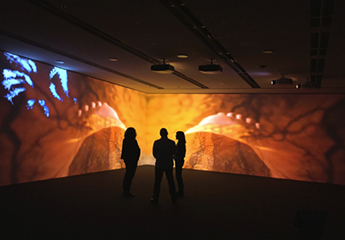
Worry Will Vanish Horizon, Präsentation in einer Ausstellung

Die Installation verwendet zwei Gruppen von Bildmaterial. Zum einen finden sich Computeranimationen, die Rist in Zusammenarbeit mit Elefant Studios, einer Firma für Animationen in Zürich, entwickelte. Als Basis wurde ein 3D-Raster verwendet, das bei Elefant Studios vorhanden war und für die Rechenarbeit benutzt wurde. Die Herausforderung bestand darin, mehrere sechzigsekündige Flüge kreuz und quer durch das Innere eines menschlichen Körpers zu erzeugen. So wurden etwa für die Bilder der feinen Äderchen Texturen verwendet, die bei Elefant Studios vorhanden waren. Für die Installation wurden sie verändert und rechnerisch verschmolzen, die Position der Bildschärfe wurde während der Arbeit bestimmt und parallel zur Fahrt der Kamera nach vorne geschoben. Hinzu kam das Bildmaterial, das Rist bei Tag und Nacht in der Natur filmte und das teilweise auch als Lichtquelle für die Innenkörperanimationen verwendet wurde.

## Präsentationsgeschichte
In Rists Ausstellung Du wirst sorglos sein in Hannover wurde diese Arbeit hinter einem Vorhang platziert, der von der Decke hing und die gesamte Südwand des Saales verdeckte. Dadurch wurde das Publikum aufgefordert, den Raum hinter diesem physischen und psychischen Hindernis zu erkunden. Auf diese Weise wird Partizipation zur Voraussetzung des Kunstgenusses.
Die Arbeit wurde dort zusammen mit der Videoinstallation Sleeping Pollen (2014) gezeigt. Hier hängen in einem abgedunkelten Saal spiegelnde Metallkugeln auf unterschiedlicher Höhe. Aus den Kugeln werfen Projektoren kaleidoskopische Bilder in den Raum, die um Gräser und andere Pflanzen vor einem Sternenhimmel kreisen. Sanfte Geräusche wie Rauschen, Läuten, Fiepen und Klirren verstärken den sphärischen Eindruck. Die Betrachtenden bewegen sich durch die Installation, spiegeln sich in den Metallkugeln und werden so Teil des Kunstwerks. Rist äusserte, dass dieses Werk «den Winterpflanzen ein elektronisches Bett in einem dunklen, gemütlichen Raum bietet. Ihre Träume kreiseln langsam in der Luft.»
In der Ausstellung der Galerie Hauser & Wirth in London im Jahr 2014 gab die Videoinstallation Worry Will Vanish Horizon (2014) der Ausstellung den Titel.
Die Arbeit wurde auch 2016 im Kunsthaus Zürich in der Ausstellung Dein Speichel ist mein Taucheranzug im Ozean des Schmerzes gezeigt.

## Hintergrund
Rist setzt in dieser Installation Prinzipien des Autogenen Trainings nach Johannes Heinrich Schultz um.